# Pièges
Pièges és una pel·lícula de thriller francesa del 1939 dirigida per Robert Siodmak i protagonitzada per Maurice Chevalier, Pierre Renoir, Marie Déa i Erich von Stroheim. Va ser rodat als Estudis Joinville a París. Els decorats de la pel·lícula van ser dissenyats pels directors d'art, Maurice Colasson i Georges Wakhévitch. Lured, un remake estatunidenc, dirigit per Douglas Sirk i protagonitzat per Lucille Ball, es va estrenar el 1947.

## Argument
Després que un dels seus companys ballarí de taxis sigui assassinat per un home desconegut a qui va conèixer a través d'un anunci columna personal, Adrienne Charpentier és reclutada per la policia per respondre una sèrie d'anuncis similars per provar-ho. per localitzar l'assassí. Coneix i s'enamora de l'encantador propietari i donador d'una discoteca Robert Fleury, però comencen a aparèixer pistes que suggereixen que és ell qui és l'assassí.

## Repartiment parcial
- Maurice Chevalier com a Robert Fleury
- Marie Déa com Adrienne Charpentier, la periodista/la dona del diari
- Pierre Renoir com a Brémontier
- Erich von Stroheim com a Pears, l'ex modisto/antic dissenyador de moda
- André Brunot com a Ténier, l'inspector en chef/the chief inspector
- Jacques Varennes com a Maxime
- Henri Bry com a Oglou Vacapoulos
- Catherine Farel com a Lucie Baral
- Madeleine Geoffroy com a Valérie
- Milly Mathis com a Rose
- Jean Témerson com a Batol, un inspector/un inspector
- Mady Berry com a Sidonie, la cuisinière/la cuinera
- Pierre Magnier com l'home d'affaires/l'home de negocis
- André Numès Fils com l'espectador barbu/el espectador barbut
- Raymond Rognoni com a inspector de policia/inspector de policia
- Pierre Labry com a Le danseur